# Kanton Villeneuve
Der Kanton Villeneuve war bis 2015 ein französischer Wahlkreis im Département Aveyron und in der Region Midi-Pyrénées. Er umfasste zehn Gemeinden im Arrondissement Villefranche-de-Rouergue; sein Hauptort (frz.: chef-lieu) war Villeneuve. Die landesweiten Änderungen in der Zusammensetzung der Kantone brachten im März 2015 seine Auflösung. Vertreter im conseil général des Départements war zuletzt von 2008 bis 2015 Pierre Costes.

## Gemeinden
| Gemeinde             | Einwohner Jahr | Fläche km² | Bevölkerungsdichte | Code INSEE | Postleitzahl |
| -------------------- | -------------- | ---------- | ------------------ | ---------- | ------------ |
| Ambeyrac             | 180 (2013)     | 11,2       | 16 Einw./km²       | 12007      | 12260        |
| La Capelle-Balaguier | 296 (2013)     | 13,4       | 22 Einw./km²       | 12053      | 12260        |
| Montsalès            | 273 (2013)     | 12,5       | 22 Einw./km²       | 12158      | 12260        |
| Ols-et-Rinhodes      | 158 (2013)     | 10,8       | 15 Einw./km²       | 12175      | 12260        |
| Sainte-Croix         | 724 (2013)     | 25,9       | 28 Einw./km²       | 12217      | 12260        |
| Saint-Igest          | 198 (2013)     | 11,7       | 17 Einw./km²       | 12227      | 12260        |
| Saint-Rémy           | 334 (2013)     | 9,0        | 37 Einw./km²       | 12242      | 12200        |
| Salvagnac-Cajarc     | 367 (2013)     | 23,2       | 16 Einw./km²       | 12256      | 12260        |
| Saujac               | 127 (2013)     | 12,2       | 10 Einw./km²       | 12261      | 12260        |
| Villeneuve           | 1.936 (2013)   | 65,3       | 30 Einw./km²       | 12301      | 12260        |